# Pierre Carteus
Pierre Carteus, né le 24 septembre 1943 et mort le 4 février 2003 à Renaix, est un footballeur international belge.

## Biographie
Carteus commence sa carrière à Renaix, puis après un passage à Roulers, il arrive au FC Bruges en 1966. Il jouera au club 8 saisons et disputera en tout 262 matchs (88 buts). Il évoluait comme milieu de terrain central. Il remporte un titre de champion (1973) et deux coupes (1968 et 1970). Après sa période brugeoise, il part à l'AS Ostende avant de retourner à Renaix finir sa carrière au club où il avait commencé. Il aura aussi disputé deux matchs avec l'équipe nationale.
Il meurt le 4 février 2003 après une longue maladie.

## Palmarès
- International belge en 1970 (2 Caps pour 5 sélections)
- premier match international: le 15 novembre 1970, Belgique-France, 1-2 (match amical)
- Champion de Belgique en 1973 avec le FC Bruges
- Vice-Champion de Belgique en 1967, 1968, 1970, 1971 et 1972 avec le FC Bruges
- Vainqueur de la Coupe de Belgique en 1968 et 1970 avec le FC Bruges